# José Ribas Cadaval
José Ribas Cadaval (Rio Grande do Sul, 22 de abril de 1863 – Rio Grande do Sul, 29 de julho de 1920) foi um médico e inventor brasileiro.
Dentre os seus trabalhos estão a Acrenina, o Cruzador aéreo Hermes e o Aerostoplano. Deixou inéditos os manuscritos: Manual prático para o enfermeiro naval (1897); Tratado de técnica de bacteriologia (1899); As últimas descobertas da serumtherapia (1899); Tratado de Higiene Naval Militar (1908) e Peixes e pescas do Brasil (1913).

## Publicações
- Da alimentação nas primeiras idades (1885)
- Reorganização e regulamentação do Corpo de Saúde Naval (1907);
- Notícia explicativa sobre o cruzador aéreo Hermes (1908);
- Notícia explicativa sobre o método intuitivo Cadaval para ensinar crianças e, com mais vantagens, adultos, a ler, escrever, e contar em sessenta lições (1908);
- Notícia sobre o cromo-dinamisador solar Alexandrino de Alencar (1908);
- Notícias sobre o tratado de higiene militar brasileira para uso do exército patrício e do vade-mecum do soldado (1908);
- Navegação Aérea (1911), o primeiro tratado de aeronáutica escrito por um brasileiro.